# Alexandros Malīs
Alexandros Malīs (in greco Αλέξανδρος Μαλής?; Agrinio, 19 marzo 1997) è un calciatore greco, difensore dell'Ararat-Armenia.

## Caratteristiche tecniche
È un difensore centrale.

## Carriera
Cresciuto nel settore giovanile del Panaitōlikos, ha esordito in prima squadra il 4 gennaio 2017 disputando l'incontro di Souper Ligka Ellada pareggiato 0-0 contro l'AEK Atene.
Dopo aver trascorso l'annata 2017-2018 in prestito al Neos Amfilochos, è stato confermato in prima squadra dal club gialloblu.

## Statistiche
Statistiche aggiornate al 3 febbraio 2020.

### Presenze e reti nei club
| Stagione        | Squadra         | Campionato      | Campionato | Campionato | Coppe nazionali | Coppe nazionali | Coppe nazionali | Coppe continentali | Coppe continentali | Coppe continentali | Altre coppe | Altre coppe | Altre coppe | Totale | Totale | Totale |
| Stagione        | Squadra         | Comp            | Pres       | Reti       | Comp            | Pres            | Reti            | Comp               | Pres               | Reti               | Comp        | Pres        | Reti        | Pres   | Reti   |        |
| --------------- | --------------- | --------------- | ---------- | ---------- | --------------- | --------------- | --------------- | ------------------ | ------------------ | ------------------ | ----------- | ----------- | ----------- | ------ | ------ | ------ |
| 2016-2017       | Panaitōlikos    | SL              | 1          | 0          | CG              | 0               | 0               |                    | -                  | -                  |             | -           | -           | 1      | 0      |        |
| 2017-2018       | Neos Amfilochos | GE              | 21         | 0          | CG              | 0               | 0               |                    | -                  | -                  |             | -           | -           | 21     | 0      |        |
| 2018-2019       | Panaitōlikos    | SL              | 19         | 1          | CG              | 1               | 0               |                    | -                  | -                  |             | -           | -           | 20     | 1      |        |
| 2019-2020       | Panaitōlikos    | SL              | 7          | 0          | CG              | 0               | 0               |                    | -                  | -                  |             | -           | -           | 7      | 0      |        |
| Totale carriera | Totale carriera | Totale carriera | 48         | 1          |                 | 1               | 0               |                    | -                  | -                  |             | -           | -           | 49     | 1      |        |